# 컬러버스트

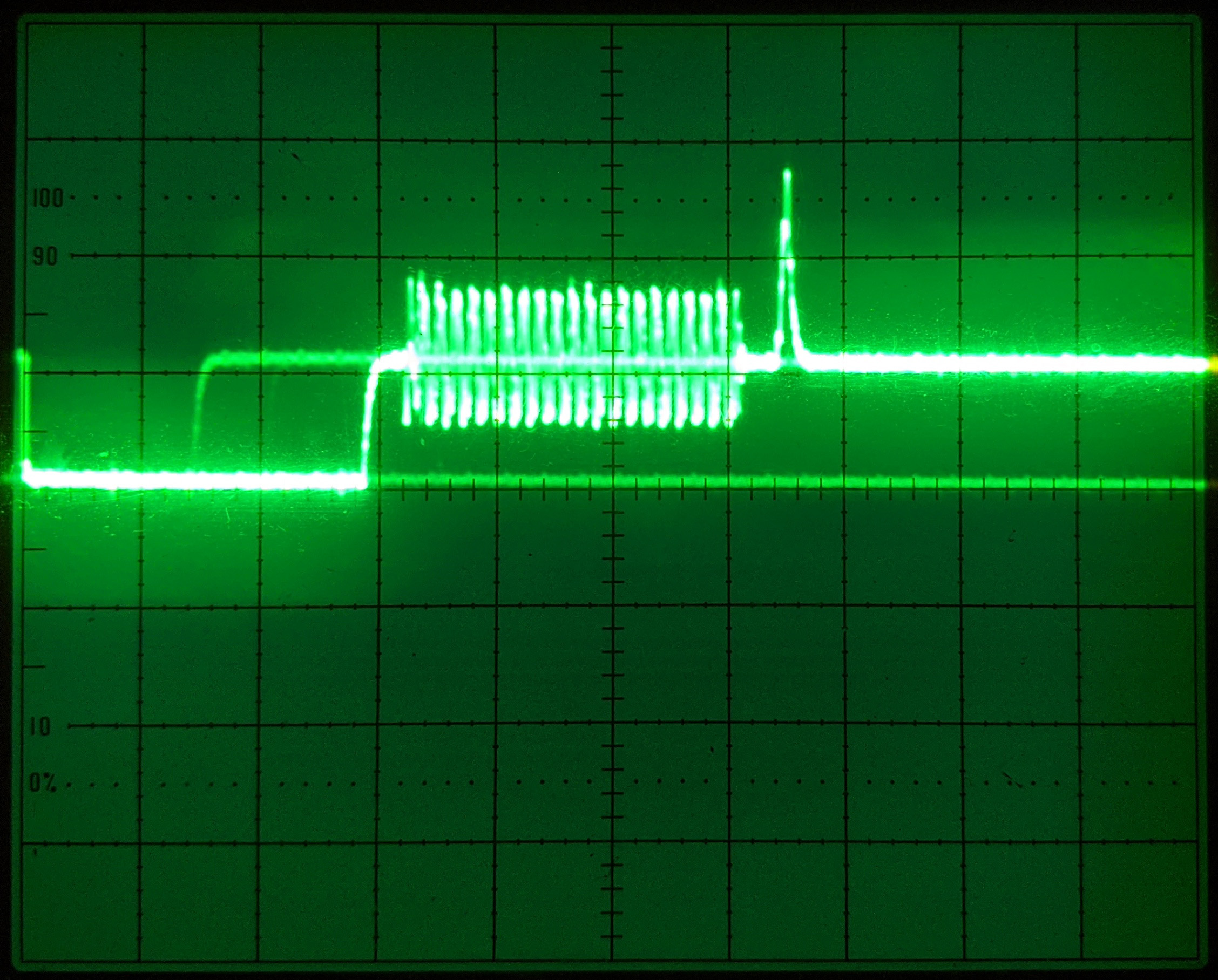

컬러버스트(Colorburst)는 컬러 텔레비전 방송 신호의 색차 부반송파의 동기를 맞추기 위해 사용되는 신호이다. 각 주사선(scan line)의 시작마다 발진기의 주파수를 컬러버스트 신호와 동기시킴으로써, 텔레비전 수신기는 색차 신호의 억제된 반송파를 복구하여 색상 정보를 뽑아낼 수 있다.
NTSC 시스템에서 컬러버스트 신호는 180°의 위상차를 가지는 39375/11 KHz 혹은 3579545 Hz 의 신호이고, PAL 시스템에서는 라인마다 135°와 225°로 변화되는 4.19 MHz 의 신호이다. SECAM 시스템에서는 색차 신호가 직교 진폭 변조(QAM) 방식이 아닌 주파수 변조(FM) 방식으로 부호화되기 때문에 동기를 맞출 필요가 없다.
컬러버스트 신호는 이미 알고 있는 진폭을 가지고 있으므로 전체 신호의 진폭 변화를 보상할 때는 기준 레벨(reference level)로 사용되기도 한다.
컬러 텔레비전은 너무나 보편화되어 있으므로 컬러버스트 수정 발진기(colorburst crystal)는 다른 많은 영역에서도 사용된다. 예를 들어 PC 시간 정보를 유지하는 시계는 NTSC 컬러버스트 주파수의 4배로 동작한다.